# Премія Т. С. Еліота
Премія Т. С. Еліота (англ. T. S. Eliot Prize) — щорічна літературна нагорода, якою з 1993 року нагороджується автор найкращої збірки нових поезій, вперше надрукований у Великій Британії або Ірландії. Претендентів визначає Товариство Збірок Поезій (Poetry Book Society), утворене Томасом Стернзом Еліотом у 1953 році.
Грошова винагорода становить 15 тис. фунтів стерлінгів.

## Лауреати премії
- 1993 — Кіаран Карсон
- 1994 — Пол Малдун
- 1995 — Марк Доті
- 1996 — Лєс Мюррей
- 1997 — Дон Патерсон
- 1998 — Тед Г'юз
- 1999 — Х'ю Вільямс
- 2000 — Майкл Лонглі
- 2001 — Енн Карсон
- 2002 — Аліса Освальд
- 2003 — Дон Патерсон
- 2004 — Джордж Сіртеш
- 2005 — Керол Енн Даффі
- 2006 — Шеймас Гіні
- 2007 — Шон О'Браєн
- 2008 — Джен Хадфілд
- 2009 — Філіп Гросс
- 2010 — Дерек Волкотт
- 2011 — Джон Бернсайд
- 2012 — Шерон Олдс
- 2013 — Шінейд Морріссі
- 2014 — Девід Гарсент
- 2015 — Сара Гов
- 2016 — Джейкоб Поллі
- 2017 — Овшен Вуонг
- 2018 — Ганна Саліван
- 2019 — Роджер Робінсон